# La Bonne Aventure (film)
Pour les articles homonymes, voir La Bonne Aventure.
Pour plus de détails, voir Fiche technique et Distribution.
La Bonne Aventure est un film français réalisé par Henri Diamant-Berger, sorti en 1932.

## Fiche technique
- Titre : La Bonne Aventure
- Réalisation : Henri Diamant-Berger
- Scénario et dialogues : Henri Diamant-Berger
- Photographie : Maurice Desfassiaux
- Décors : Marc Lauer et Hugues Laurent
- Son : Igor B. Kalinovski et Tony Leenhardt
- Musique : Henri Diamant-Berger et Jean Lenoir
- Format :  Noir et blanc - 35 mm - Son mono
- Production : Armada Films
- Pays d'origine :  France
- Genre : Comédie
- Durée : 88 minutes
- Date de sortie : France - 8 juillet 1932
- Affiche : Germaine Marx (France)

## Distribution
- Louis-Jacques Boucot : Étienne Bichon
- Blanche Montel : Georgette
- Roland Toutain : Bernard
- Lulu Vattier : Lulu
- Jules Moy : Poussagne
- René Hiéronimus : Boussaride
- Gabrielle Calvi : Ernestine
- Marcelle Parisys : Maryse
- Marcel Vallée